# ألان تيتوس
ألان تيتوس (بالإنجليزية: Alan Titus)‏ هو مغني أوبرا ومغني أمريكي، ولد في 28 أكتوبر 1945 في نيويورك في الولايات المتحدة.

## وصلات خارجية
- ألان تيتوس على موقع IMDb (الإنجليزية)
- ألان تيتوس على موقع ميوزك برينز (الإنجليزية)
- ألان تيتوس على موقع أول ميوزيك (الإنجليزية)
- ألان تيتوس على موقع ديسكوغز (الإنجليزية)
- ألان تيتوس على موقع قاعدة بيانات الفيلم (الإنجليزية)